# Bolborhachium

Bolborhachium es un género de insectos de la familia Bolboceratidae. Esta es la lista de especies que lo componen:
- Bolborhachium anneae
- Bolborhachium bainbridgei
- Bolborhachium chelyum
- Bolborhachium concavum
- Bolborhachium coronatum
- Bolborhachium dacoderum
- Bolborhachium deceptum
- Bolborhachium edithae
- Bolborhachium hollowayi
- Bolborhachium inclinatum
- Bolborhachium keithi
- Bolborhachium kevini
- Bolborhachium lacunosum
- Bolborhachium laticorne
- Bolborhachium leai
- Bolborhachium nanum
- Bolborhachium pastinum
- Bolborhachium prochelyum
- Bolborhachium recticorne
- Bolborhachium richardsae
- Bolborhachium scopulum
- Bolborhachium tricavicolle
- Bolborhachium trituberculatum
- Bolborhachium triunum
- Bolborhachium trymoderum